# 正信念仏偈

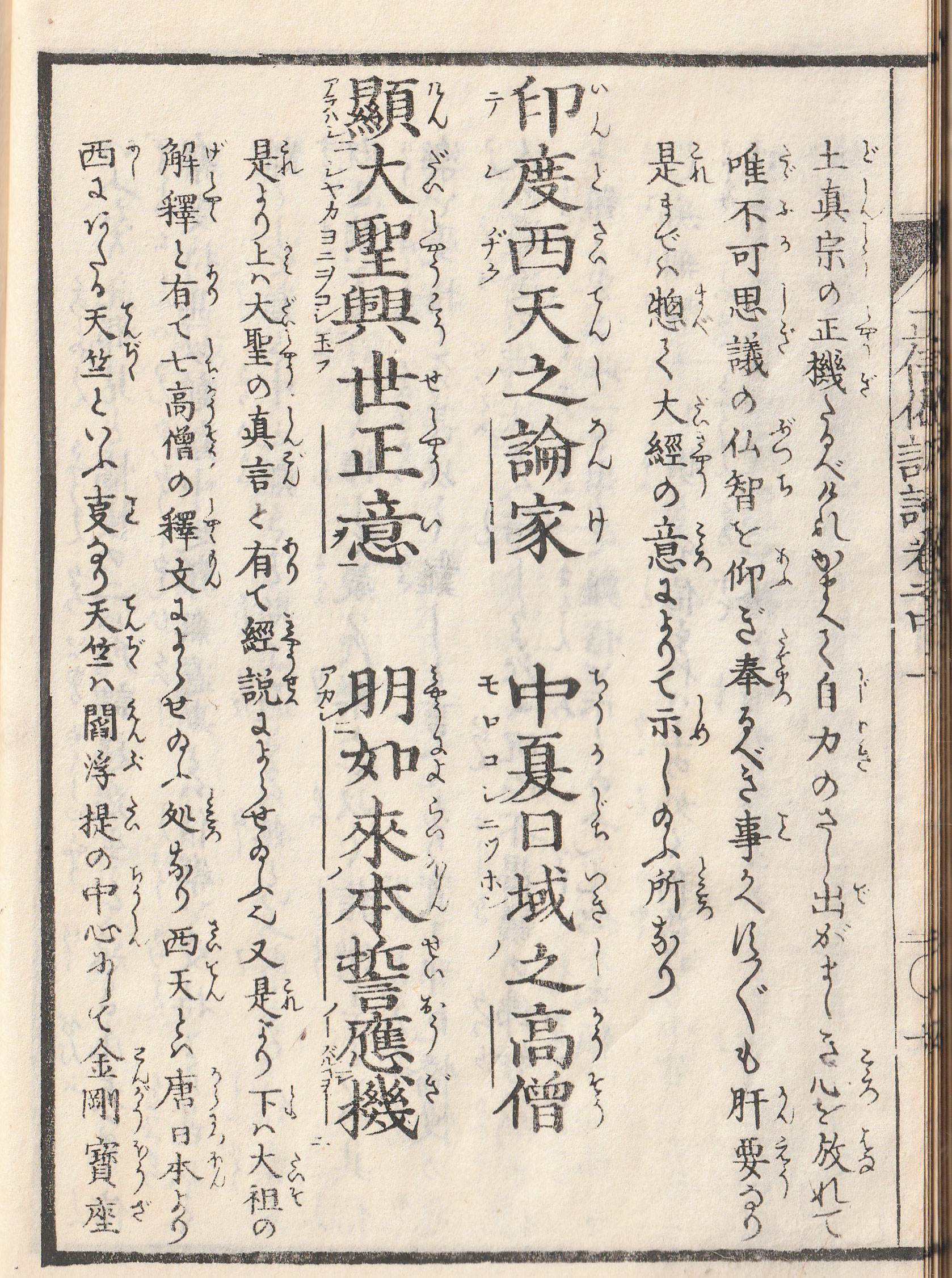
正信偈の「依釈段」の一部。両点(原漢文の右側に音読直読、左側に漢文訓読のための訓点を施したもの)解説本。暁晴翁・著述/松川半山・画図『正信偈訓読図会』1858年より

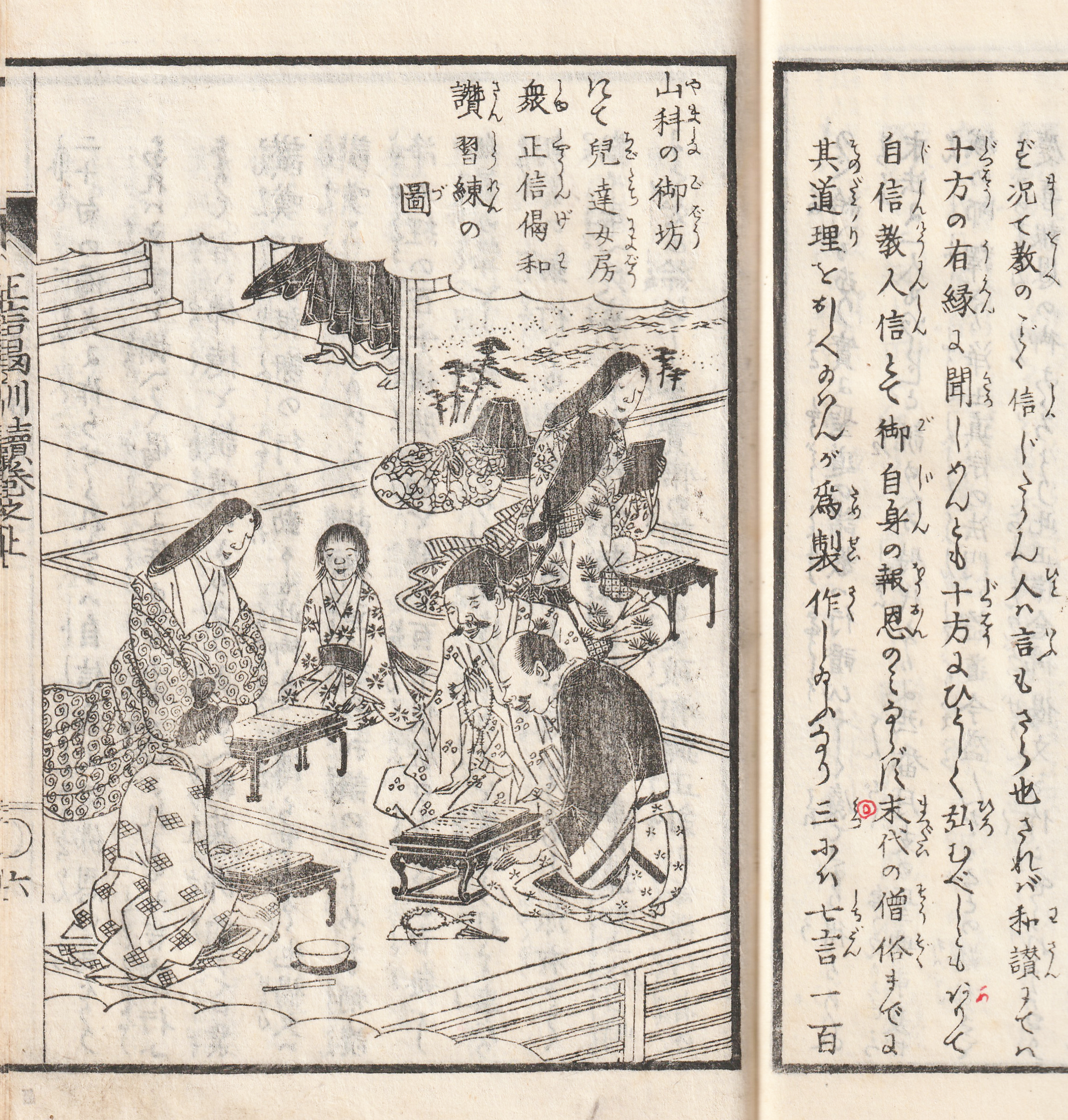
山科本願寺で正信偈の読誦を練習する男女。『正信偈訓読図会』1858年より

「正信念仏偈」（正信念佛偈、しょうしんねんぶつげ）は、親鸞の著書『教行信証』の「行巻」の末尾に所収の偈文。一般には「正信偈」（しょうしんげ）の名で親しまれている。真宗の要義大綱を七言60行120句の偈文にまとめたものである。
同じ親鸞撰述の『三帖和讃』とともに、文明5年（1473年）3月本願寺第8世蓮如によって、僧俗の間で朝暮の勤行として読誦するよう制定され
、現在も行われている。

## 内容
大きく二つの部分によって構成されている。「総讃」の2句に続く前半は、「依経段」と言われ『仏説無量寿経（大無量寿経）』に依って明らかにされている、浄土往生の正因は信心であり、念仏は報恩行であることを説明し讃嘆している。後半の部分は「依釈段」と言われ、インド・中国・日本でこの教えを正しく伝えた七高僧の業績・徳を讃嘆している。

## 科文
- 「総讃」-「帰命無量寿如来 南無不可思議光」
- 「依経段」
  - 「弥陀章」-「法蔵菩薩因位時 - 必至滅度願成就」
  - 「釈迦章」-「如来所以興出世 - 是人名分陀利華」
  - 「結誡」-「弥陀仏本願念仏 - 難中之難無過斯」
- 「依釈段」
  - 「総讃」-「印度西天之論家 - 明如来本誓応機」
  - 「龍樹章」-「釈迦如来楞伽山 - 応報大悲弘誓恩」
  - 「天親章」-「天親菩薩造論説 - 入生死薗示応化」
  - 「曇鸞章」-「本師曇鸞梁天子 - 諸有衆生皆普化」
  - 「道綽章」-「道綽決聖道難証 - 至安養界証妙果」
  - 「善導章」-「善導独明仏正意 - 即証法性之常楽」
  - 「源信章」-「源信広開一代教 - 大悲無倦常照我」
  - 「源空章」-「本師源空明仏教 - 必以信心為能入」
  - 「結勧」-「弘経大士宗師等 - 唯可信斯高僧説」

## 旋律
正信偈の読誦は、独特の旋律（メロディー）にのせた「声明」でなされることが多い。読誦の旋律は各派ごとに異なる。また各派ごとに３種類から10種類程度の旋律が定められており、読誦のTPOによって使い分けられる。以下、主な旋律を挙げる。
- 大谷派は「句淘」（くゆり）・「句切」（くぎり）・「真四句目下」（しんしくめさげ）・「行四句目下」（ぎょうしくめさげ）・「草四句目下」（そうしくめさげ）・「中拍子」（ちゅうびょうし）・「真読」（しんどく）・「中読」（ちゅうどく）・「舌々」（ぜぜ）の９種類。日常的に最も頻繁に用いる旋律は「草四句目下」。
- 本願寺派は「真譜」（しんぷ）・「行譜」（ぎょうふ）・「草譜」（そうふ）の3種類。日常的に用いる旋律は「草譜」。
- 木辺派は「真引」・「中引」（ちゅうびき）・「舌々」・「真流」（しんりゅう）の4種類。日常的に用いる旋律は「中引」。
- 佛光寺派は「真譜」・「行譜」・「草譜」・「舌々」の4種類。日常的に最も頻繁に用いる旋律は旋律は「草譜」。
- 興正派は「墨譜」・「中拍子」・「草譜」・「舌々」の４種類。日常的に多く用いるのは「中拍子」。